# Ernst Gottlieb Baron
Ernst Gottlieb Baron (ur. 17 lutego 1696 we Wrocławiu, zm. 12 kwietnia 1760 w Berlinie) – niemiecki kompozytor okresu baroku, lutnista.

## Życiorys
Studiował prawo i filozofię w Lipsku. Działał jako lutnista w licznych miastach niemieckich: Jenie, Norymberdze, Gocie, Eisenach, Rheinsbergu i ostatecznie od 1737 roku w Berlinie, gdzie zmarł. Pisał utwory na lutnię solo i na zespoły kameralne z udziałem lutni, wykazujące silny wpływ francuskiego stylu galant. Jest autorem dwóch ważnych prac teoretyczno-estetycznych: Historisch-theoretische und practische Untersuchung des Instruments der Lauten (Norymberga 1727) oraz Abriss einer Abhandlung von der Melodie (Berlin 1765).